# Michael Sullivan (musicien)
Pour les articles homonymes, voir Michael Sullivan.
Michael Sullivan (né le 9 mars 1950 à Recife, dans l'État de Pernambouc) est un chanteur et compositeur brésilien. Il est intronisé au Latin Songwriters Hall of Fame lors de la 7e édition des La Musa Awards. 

## Biographie
En 1978, il sort l'album Capitol A Better World for My Son et, en 1979, l'album Michael Sullivan pour K-Tel. De 1980 à 1986, il est membre du groupe The Fevers. 
Paulo Massadas, qu'ils rencontrent en 1979 lors d'un concert où ils jouent tous les deux, est un partenaire fréquent dans leurs compositions pendant 16 ans. Le duo est à l'origine de nombreux succès. Ils commencent par écrire pour Jangada, le label nord-est d'EMI-Odeon, puis pour des artistes du style brega, comme Evaldo Freire, Reginaldo Rossi, Adílson Ramos et José Augusto.
Le premier succès écrit par le duo et enregistré par un autre artiste est Me Dê Motivo, enregistré avec la voix de Tim Maia. Par la suite, des dizaines d'autres sont venus avec des chansons d'artistes tels que Gal Costa (Um Dia de Domingo), Fagner (Deslizes), Roupa Nova (Whisky a Go Go), entre autres. Le succès du duo est critiqué par la presse spécialisée, qui considèrent leur musique comme purement commerciale et finissent par juger négativement même les artistes qui acceptent d'enregistrer des chansons écrites par eux.
Les succès de Sullivan se multiplient et deviennent de plus en plus importants sur le marché brésilien. En raison de son succès bien mérité, ses chansons ont été le thème de trente telenovelas.
En 2013, Sullivan sort l'album Mais Forte Que o Tempo avec divers artistes de la MPB interprétant ses compositions.